# ノブラのレオンハルト

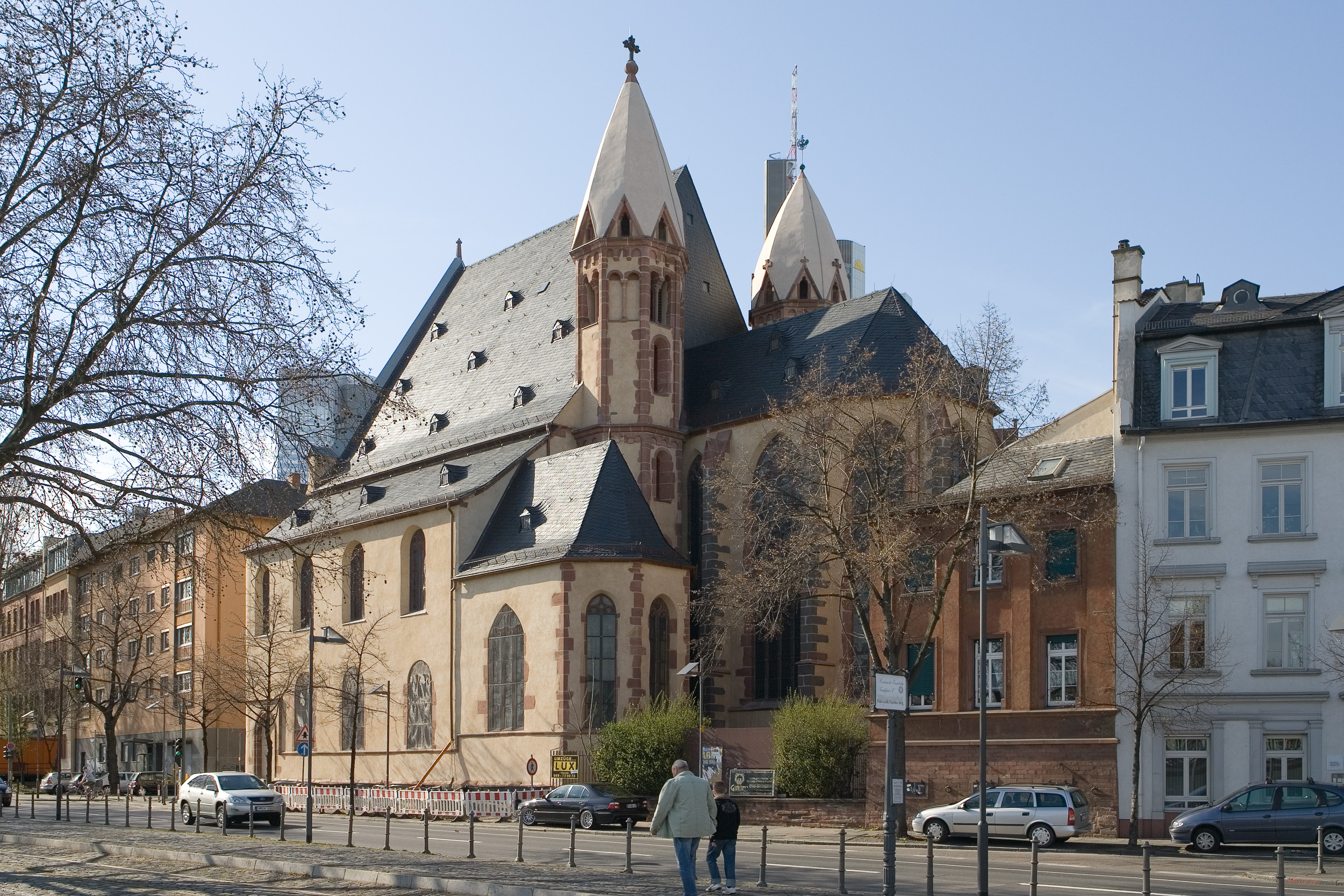
フランクフルトの聖レオンハルト教会

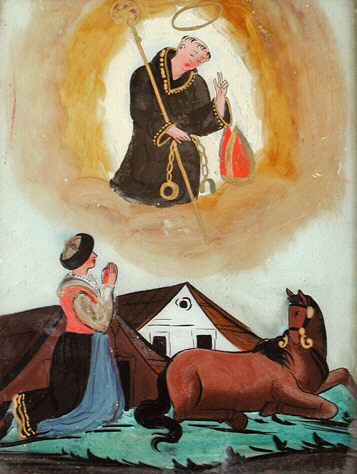
聖レオンハルトに祈る農婦

ノブラのレオンハルト（Leonard of Noblac、またリモージュのレオンハルトLeonard of Limousin）は、キリスト教の聖人である。

## 来歴
466年に生まれ、559年に没したといわれる。11世紀の書物によれば、クローヴィス1世時代の、フランクの貴族の出身で、ランスの聖レミギウスが名付け親だった。多くの囚人を解放したことで、クロヴィス1世から司教に取り立てられようとしたが、それを断り、オルレアンの近くのミシーの修道院に入った。その後、アキテーヌに赴いて伝道活動に励む。王妃の出産の際に安産の祈祷を捧げ、その功により、リモージュの近くにあるノブラに土地を賜り、そこに修道院を建てたといわれる。
経歴ははっきりしないが、幅広く尊敬を受けている聖人として有名である。しかも、フランスのみならず、西欧の多くの国々、特にバイエルンやボヘミア、ポーランドなどで、この聖人に教会が献堂され、王族や高位聖職者までもがノブラに巡礼に赴いた。
多くの奇跡が彼によって起こされ、14世紀から18世紀にかけて、バイエルンのインヒエンホーフェンという小さな町だけでも、彼に祈ることで4000もの願いがかなえられたという。
囚人や捕虜、産婦、悪魔に囚われた人や病人、病気の動物や家畜の守護聖人である。11世紀末には、ムスリムの国で捕虜となった十字軍の兵士の間でも知れ渡っていた。また、フランクフルトの聖レオンハルト教会は、元来は聖ゲオルギウス教会であったが、1323年に、聖レオンハルトの腕の一部を、ノブラから聖遺物として納めて以来、この名で呼ばれるようになった。この教会は、サンティアゴ・デ・コンポステーラに向かう巡礼が、旅の無事を祈願する場所でもある。

聖レオンハルトは通常、手を鎖につなげた姿で表現される。

## レオンハルトの騎行
聖名祝日の11月6日に、ドイツ南部では「レオンハルトの騎行」と呼ばれる行事が行われる。

特にこの地域では「バイエルンの神」と呼ばれるほど人気があり、オーストリアの国境に近いバート・テルツでは、聖レオンハルトの聖像を描いた馬車が花綱で飾られ、それに人々が乗り込んで、レオンハルト教会へ向かう。また、国境を越えたオーストリアのメンドルでも、同じような行事が行われるが、ここでは、馬車の前後を、馬に乗った若者たちが固め、教会の中庭で司祭の祝福を受ける。